# Шерон (Пенсилванија)
Шерон (енгл. Sharon) град је у америчкој савезној држави Пенсилванија. По попису становништва из 2010. у њему је живело 14.038 становника.

## Демографија
Према попису становништва из 2010. у граду је живело 14.038 становника, што је 2.290 (14,0%) становника мање него 2000. године.
| Група             | 2000.          | 2010.          |
| Белци             | 14.028 (85,9%) | 11.180 (79,6%) |
| Афроамериканци    | 1.771 (10,8%)  | 2.045 (14,6%)  |
| Азијати           | 34 (0,2%)      | 76 (0,5%)      |
| Хиспаноамериканци | 144 (0,9%)     | 252 (1,8%)     |
| Укупно            | 16.328         | 14.038         |